# Adetomeris
Adetomeris is een geslacht van vlinders uit de familie nachtpauwogen (Saturniidae). De wetenschappelijke naam is voor het eerst vastgelegd in 1949 door Charles D. Michener.
De typesoort van het geslacht is Io erythrops Blanchard, 1852.

## Synoniemen
- Io Blanchard, 1852

## Soorten
- Adetomeris erythrops (Blanchard, 1852)
- Adetomeris microphthalma (Izquierdo, 1895)